# Риваллон (граф Поэра)
Риваллон III (фр. Rivelen, брет. Riuuelen, Riuallon; умер после 839) — граф Поэра.

## Биография
Происхождение Риваллона неизвестно. Он упоминается как граф Поэра 8 марта 839/844 года, когда внёс пожертвования в аббатство Редон. Имя его жены, которая, вероятно, была дочерью короля Бретани Номиноэ, неизвестно. Он был отцом Саломона, ставшего королём Бретани, и Риваллона, графа Корнуая.

## Брак и дети
Жена: вероятно, дочь короля Бретани Номиноэ. Дети:
- Саломон (ум. 28 июля 874) — король Бретани с 857
- Риваллон (ум. после 9 июля 871) — граф Корнуая